# 沙沟水库
沙沟水库是中国山东省临沂市沂水县境内的一座水库，位于沭河干流上，建于1959年。水库正常库容为3118万立方米，平均水深为4.13米，集雨面积为163平方千米，海拔为240.84米。